# Fraknói Vilmos-díj
Fraknói Vilmos-díjat azoknak adományozzák, akik munkássága kiemelkedő a teológia, filozófia vagy az egyháztörténelem területén, illetve akik tevékenységükkel előmozdították a magyar vallási élet megújulását és a teológia oktatásának fejlődését. Továbbá annak adományozható, aki az egyház társadalmi beágyazottságának kiszélesítése terén fejtett ki kiemelkedő tevékenységet, hozott létre kimagasló eredményt, illetve munkásságával az egyház közfeladat-ellátásának kiszélesítésében ért el jelentős eredményt.
A díjat a 2000-ben Magyarország nemzeti kulturális örökségének minisztere alapította (a Károli Gáspár-díjjal együtt). 2011-től a közigazgatási és igazságügyi miniszter, 2013-tól az emberi erőforrások minisztere, 2019 óta pedig a miniszterelnök általános helyettese adományozza.
Évente legfeljebb három személy kaphatja, akik közül 2012-ig az egyik mindig határon túli magyar nemzetiségű pap (egy esetben civil egyháztörténész) volt. Több évben csak két díj kiosztására került sor. Az átadásra a jogszabály szerint eleinte november 20-án, Fraknói Vilmos halálának évfordulóján kellett, hogy sor kerüljön, 2019-től pedig Kisboldogasszony ünnepe (szeptember 8.) alkalmából. A valóságban azonban az átadás időpontja ettől több-kevésbé eltért.
A díjjal pénzjutalom jár, amelynek összege eleinte személyenként 300 000 Ft volt, 2011-től 500 000 Ft, 2013-től pedig az illetményalap tizenkétszeresének megfelelő összeg. A díjazottak megkapják Király Vilmos szobrászművész bronzból készült egyoldalas emlékérmét is.

## Díjazottak
2023 díjazottjai:
- Baranyainé Kontsek Ildikó, az esztergomi Keresztény Múzeum igazgatója
- Lukácsi Zoltán győri kanonok, plébános
- Lakatos Andor a Kalocsai Főegyházmegyei Levéltár igazgatója

2022 díjazottja:
- Szelestei N. László irodalomtörténész, nyugalmazott egyetemi tanár

2021 díjazottjai:
- Barna Gábor néprajzkutató, egyetemi tanár
- Várnai Jakab ferences szerzetes, teológus, főiskolai rektor

2020 díjazottjai:
- Szabó Ferenc jezsuita szerzetes, teológus, költő
- Katona István nyugalmazott egri segédpüspök
- Véghseő Tamás egyháztörténész, görögkatolikus pap

2019 díjazottjai:
- Latorcai-Ujházi Aranka ikonfestő
- Rokay Zoltán teológus, egyetemi tanár

2018 díjazottjai:
- Varga Lajos váci segédpüspök, könyvtári prefektus
- Beke Margit egyháztörténész
- Fazekas István történész, levéltáros, egyetemi tanár

2017 díjazottjai:
- Barsi Balázs ferences szerzetes, teológus
- Dolhai Lajos teológus, az Egri Hittudományi Főiskola rektora

2016 díjazottjai:
- Pálos Frigyes váci nagyprépost, művészettörténész
- Szabó Irén (Telenkó Miklósné) etnográfus, történész, múzeumigazgató
- Tusor Péter történész, egyetemi docens

2015 díjazottjai:2015 díjazottjai:
- Szovák Kornél történész, egyetemi tanár
- Gárdonyi Máté katolikus pap, egyháztörténész, egyetemi tanár

2014 díjazottjai:
- Gesztesy András teológus, főiskolai tanár
- Schmatovich János teológus, főiskolai tanár
- Solymosi László történész, egyetemi tanár

2013 díjazottjai:
- Haader Lea, nyelvtörténész, a XV–XVI. századi kódexirodalom kutatója
- Brenner József nyugalmazott szombathelyi püspöki helynök
- Gyürki László nyugalmazott körmendi plébános, szentíráskutató.

2012 díjazottjai:
- Bitskey István irodalomtörténész
- Jáki Sándor Teodóz bencés szerzetes
- Zsidó János plébános

2010 díjazottjai:
- Katona Pál plébános
- Kilián István irodalomtörténész
- Tarnai Imre plébános

2009 díjazottjai:
- Bíróczi István esperes, plébános, iskolaalapító, a „Miatyánk” imakönyv szerkesztője
- Kovács Imre Endre premontrei szerzetes, történész, a Csornai Premontrei Prépostság Levéltárának vezetője
- Legeza László mérnök-tanár, fotográfus, a „mérnöki etika” tantárgy megteremtője

2008 díjazottjai:
- Diós István győri egyházmegyés pap
- Kuklay Antal katolikus pap, művészettörténész
- Miocs József szabadkai egyházmegyés pap

2007 díjazottjai:
- Koller Gyula plébános, szerkesztő, fordító
- Ullman Péter premontrei szerzetes
- Vida Tivadar katolikus pap, műfordító

2006 díjazottjai:
- Huzsvár László nagybecskereki püspök
- Szilárdfy Zoltán plébános, művészettörténész
- Tóth Ferenc nyugalmazott múzeumigazgató

2005 díjazottjai:
- Adriányi Gábor egyháztörténész
- Jelenits István piarista tanár, irodalomtörténész, műfordító, teológus
- Seregély István egri érsek

2004 díjazottjai:
- Erdő Péter bíboros, prímás, esztergom-budapesti érsek
- Harmath Károly ferences történész
- Tímár Ágnes ciszterci szerzetesnő, nyugalmazott kismarosi apátnő

2003 díjazottjai:
- Jakubinyi György gyulafehérvári érsek
- Käfer István irodalomtörténész, szlavista, egyetemi tanár
- Korzenszky Richárd bencés szerzetes, tihanyi perjel

2002 díjazottjai:
- Léstyán Ferenc gyulafehérvári nyugalmazott érseki helynök
- Nemeshegyi Péter jezsuita szerzetes, teológus
- Vanyó László, teológus, egyetemi tanár

2001 díjazottjai:
- Hervay Ferenc Levente ciszterci szerzetes, egyháztörténész, könyvtáros
- Marton József, a kolozsvári egyetem teológiai karának dékánja
- Mészáros István pedagóiatörténész, nyugalmazott egyetemi docens

2000 díjazottjai:
- Bolberitz Pál Széchenyi-díjas római katolikus pap, filozófus, egyetemi tanár
- Bura László gimnáziumi igazgató, egyháztörténész
- Tomcsányi Teodóra pszichológus, mentálhigiénés szakember